# Severynivka
Severinovka  (ucraniano: Северинівка) es una localidad del Raión de Ivanivka en el Óblast de Odesa de Ucrania. Según el censo de 2001, tiene una población de 599 habitantes.